# Gmina Slivno
Gmina Slivno (chorw. Općina Slivno) – gmina w Chorwacji, w żupanii dubrownicko-neretwiańskiej. W 2011 roku liczyła 1999 mieszkańców.

## Miejscowości
Gmina składa się z następujących miejscowości:

- Blace
- Duba
- Duboka
- Klek
- Komarna
- Kremena
- Lovorje
- Lučina
- Mihalj
- Otok
- Pižinovac
- Podgradina
- Raba
- Slivno Ravno
- Trn
- Tuštevac
- Vlaka
- Zavala